# ジ・アンジェラス (雑誌)
ジ・アンジェラス （The Angelus）とは聖ピオ十世会の発刊する英語の機関誌である。1978年に Carl Pulvermacher 神父によりテキサス州ディキンソンにて発刊され、以来米国の聖ピオ十世会が隔月発刊している。事務所及び印刷所は1990年にミズーリ州カンザスシティへと移転した。現在の発行責任者は Arnaud Rostand 神父である。
誌面は主にカトリック教会史と社会教説に割かれている。また聖ピオ十世会の最近の活動や、バチカンとの関係に関する記事も定期的に出されている。人気のある定期特集のひとつは質疑応答集 ("Questions and Answers") であり、読者より寄せられたカトリック教理と実践に関する質問に回答している。